# Astilbe simplicifolia
Astilbe simplicifolia är en stenbräckeväxtart som beskrevs av Tomitaro Makino. Astilbe simplicifolia ingår i släktet astilbar, och familjen stenbräckeväxter. Inga underarter finns listade i Catalogue of Life.
Svenskt namn Fjäderastilbe.

## Bildgalleri

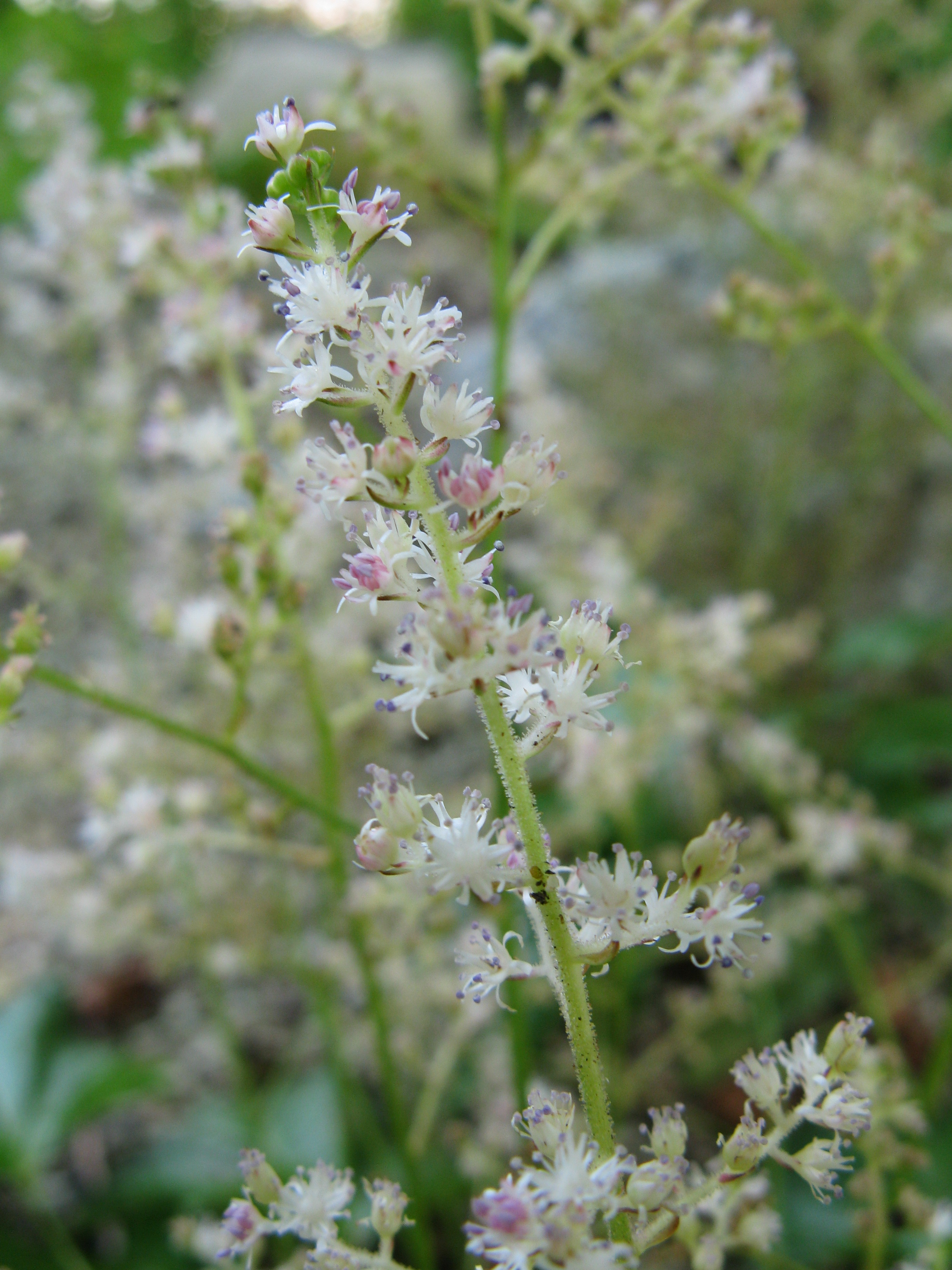
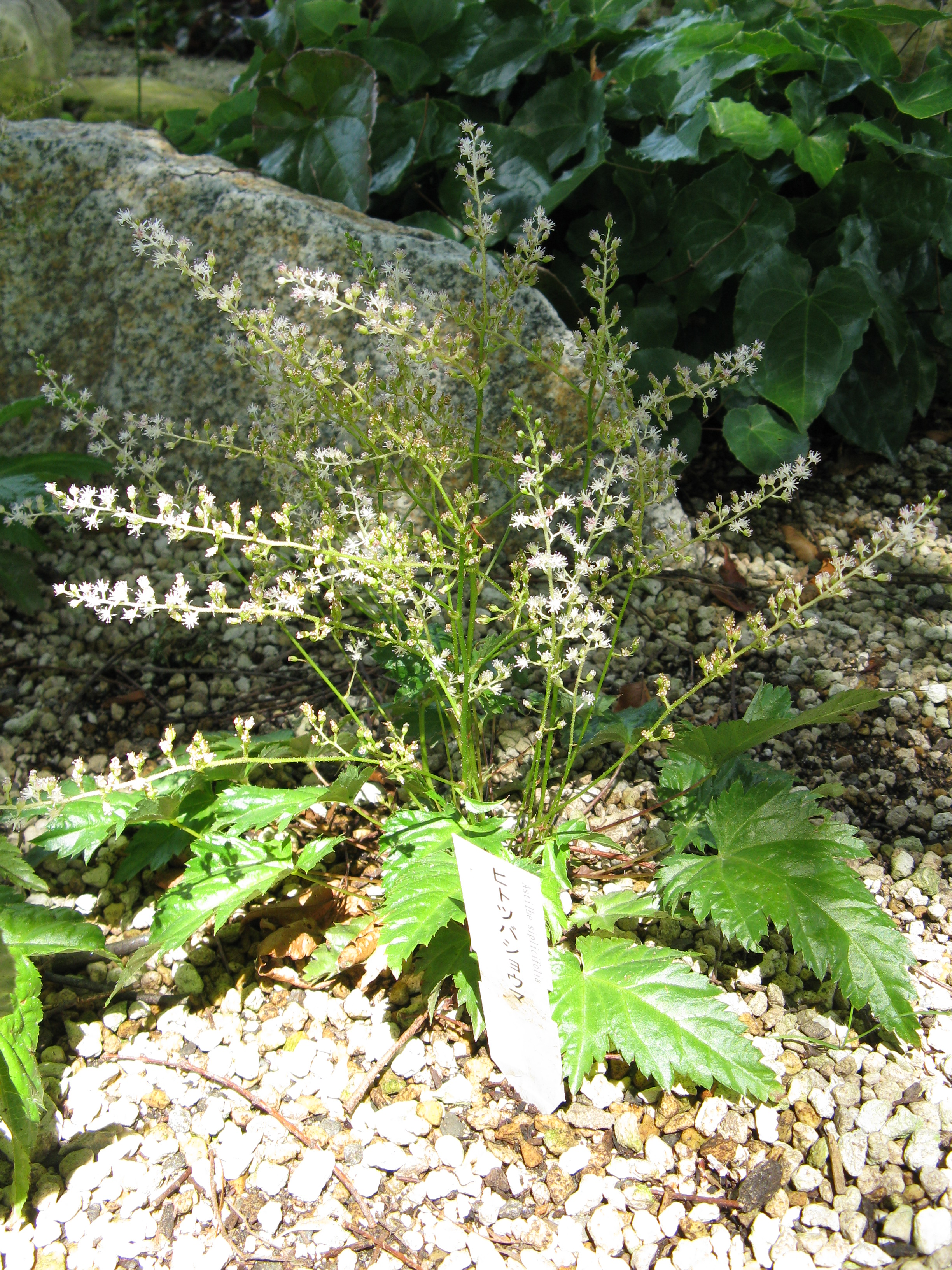